# Streblocera carinata
Streblocera carinata är en stekelart som beskrevs av Sergey A. Belokobylskij 1987. Streblocera carinata ingår i släktet Streblocera och familjen bracksteklar. Inga underarter finns listade i Catalogue of Life.